# Djuptjärnen (Norra Ny socken, Värmland, 668262-136061)
Djuptjärnen är en sjö i Torsby kommun i Värmland och ingår i Göta älvs huvudavrinningsområde. Sjön har en area på 0,0781 kvadratkilometer och ligger 270,5 meter över havet. Sjön avvattnas av vattendraget Norkbäcken.

## Delavrinningsområde
Djuptjärnen ingår i det delavrinningsområde (668136-136044) som SMHI kallar för Mynnar i Bredvisten. Medelhöjden är 300 meter över havet och ytan är 8,27 kvadratkilometer. Det finns inga avrinningsområden uppströms utan avrinningsområdet är högsta punkten. Norkbäcken som avvattnar avrinningsområdet har biflödesordning 4, vilket innebär att vattnet flödar genom totalt 4 vattendrag innan det når havet efter 387 kilometer. Avrinningsområdet består mestadels av skog (70 procent) och sankmarker (21 procent). Avrinningsområdet har 0,14 kvadratkilometer vattenytor vilket ger det en sjöprocent på 1,7 procent.